# Hémicontinuité
Ne doit pas être confondu avec Semi-continuité.
En mathématiques, les deux concepts topologiques duaux d'hémicontinuité supérieure et d'hémicontinuité inférieure permettent d'étendre aux multifonctions la notion de continuité d'une fonction. En analyse fonctionnelle un autre type d'hémicontinuité est défini pour les opérateurs d'un espace de Banach dans son dual topologique et en particulier pour les opérateurs d'un espace de Hilbert dans lui-même.

## Définitions
Soient A et B deux espaces topologiques, Γ une fonction multivaluée — ou « correspondance » — de A dans B, c'est-à-dire une application de A dans l'ensemble des parties de B, et a un point de A.

La correspondance Γ est dite
- hémicontinue supérieurement en a sipour tout ouvert V contenant Γ(a), il existe un voisinage U de a tel que V contienne Γ(x) pour tous les x de U ;
- hémicontinue inférieurement en a sipour tout ouvert V qui rencontre Γ(a), il existe un voisinage U de a tel que V rencontre Γ(x) pour tous les x de U ;
- continue en a si elle est hémicontinue en a, à la fois supérieurement et inférieurement ;
- à valeurs fermées (resp. compactes, resp. quasi-compactes) si tous les Γ(a) sont fermés (resp. compacts, resp. quasi-compacts).

Le graphe de Γ est l'ensemble{\displaystyle {\rm {Gr}}(\Gamma ):=\{(a,b)\in A\times B\mid b\in \Gamma (a)\}.}
Bien sûr, Γ est dite hémicontinue supérieurement, ou hémicontinue inférieurement, ou continue, lorsqu'elle l'est en tout point de A.

## Exemples

Cette correspondance est hémicontinue inférieurement mais pas supérieurement.

- Toute correspondance constante est continue (il est donc facile de construire des correspondances continues d'un compact dans lui-même et à valeurs non fermées).
- La correspondance de ℝ dans ℝ définie par Γ(x) = {0} si x ≤ 0 et Γ(x) = [0, 1] si x > 0 (dont une variante est représentée ci-contre) est hémicontinue inférieurement mais pas supérieurement, puisqu'elle est à valeurs fermées mais que son graphe n'est pas fermé (cf. § « Théorème du graphe fermé » ci-dessous). Plus directement : elle n'est pas hémicontinue supérieurement au point 0 car l'ouvert ]–1, 1[ contient Γ(0) mais ne contient pas Γ(x) si x > 0.
- Celle définie par Γ(x) = {0} si x < 0 et Γ(x) = [0, 1] si x ≥ 0 (dont une variante est représentée plus bas) est hémicontinue supérieurement, mais n'est pas hémicontinue inférieurement au point 0 car l'ouvert ]0, 1[ rencontre Γ(0) mais ne rencontre pas Γ(x) si x < 0.
- Si tous les Γ(a) sont des singletons, autrement dit si Γ(a) = {f(a)} pour une certaine application f de A dans B :
  - Γ est hémicontinue supérieurement si et seulement si elle l'est inférieurement, et cette continuité de la correspondance Γ est équivalente à celle de l'application f.
  - le graphe de la correspondance Γ est égal à celui de l'application f (il est donc facile de construire des correspondances de ℝ dans ℝ, à valeurs compactes et de graphe fermé, qui ne sont hémicontinues ni supérieurement, ni inférieurement).

## Propriétés

### Caractérisations
- Γ est hémicontinue supérieurement si et seulement sipour tout ouvert V de B, l'ensemble des points x tels que Γ(x) est inclus dans V est un ouvert de Aou encorepour tout fermé F de B, l'ensemble des points x tels que Γ(x) rencontre F est un fermé de A.
- Γ est hémicontinue inférieurement si et seulement sipour tout ouvert V de B, l'ensemble des points x tels que Γ(x) rencontre V est un ouvert de Aou encorepour tout fermé F de B, l'ensemble des points x tels que Γ(x) est inclus dans F est un fermé de A.

En particulier :
- l'ensemble des x pour lesquels Γ(x) est non vide est fermé dans le premier cas et ouvert dans le second[3] ;
- si le graphe de Γ est ouvert alors Γ est hémicontinue inférieurement (puisque pour tout point y de B, l'ensemble des x tels que y ∈ Γ(x) est ouvert). La réciproque est fausse mais si Γ est hémicontinue inférieurement et si d est un écart continu sur B alors, pour tout r > 0, le graphe de la correspondance suivante est ouvert : x ↦ {y ∈ B | d(y, Γ(x)) < r} (avec, par convention, d(y, ∅) = +∞).

### Opérations
Sous certaines hypothèses ou restrictions, l'hémicontinuité est préservée par les opérations usuelles.
- L'hémicontinuité supérieure ou inférieure est préservée par composition, en particulier par restriction.
- Γ est hémicontinue inférieurement au point a si et seulement si sa fermeture Γ : x ↦ Γ(x) l'est.
- Lorsque B est normal, si Γ est hémicontinue supérieurement au point a, alors Γ l'est aussi.
- Lorsque B est un espace localement convexe :
  - si Γ est hémicontinue inférieurement au point a alors son enveloppe convexe co(Γ) : x ↦ co(Γ(x)) l'est aussi ;
  - si Γ est hémicontinue supérieurement au point a et si l'enveloppe convexe fermée co(Γ(a)) est compacte, alors co(Γ) et co(Γ) sont aussi hémicontinues supérieurement au point a.
- L'hémicontinuité inférieure est préservée par unions quelconques, et l'hémicontinuité supérieure est préservée par unions finies.
- L'hémicontinuité supérieure est préservée par intersections finies, mais pas l'hémicontinuité inférieure[4]. Cependant, l'hémicontinuité inférieure est préservée par intersection avec toute correspondance de graphe ouvert[5].
- La propriété d'être hémicontinue supérieurement et à valeurs quasi-compactes (ou compactes) est préservée par produits quelconques, et l'hémicontinuité inférieure est préservée par produits finis.

### Théorème du graphe fermé
Les propriétés de compacité ou de fermeture du graphe sont intimement liées à l'hémicontinuité supérieure.
On peut d'abord généraliser le théorème classique sur l'image continue d'un compact :

Si Γ : A → B est hémicontinue supérieurement et à valeurs quasi-compactes et si A est quasi-compact, alors le graphe de Γ est quasi-compact (l'union des Γ(a) aussi,).
Toute correspondance dont le graphe est fermé est évidemment à valeurs fermées. L'hémicontinuité supérieure assure une réciproque — analogue d'une propriété des fonctions continues à valeurs dans un espace séparé — et inversement, la fermeture du graphe assure l'hémicontinuité supérieure, sous une hypothèse de compacité :

Soit Γ : A → B une correspondance.
- Si Γ est hémicontinue supérieurement et à valeurs fermées et si B est régulier, alors le graphe de Γ est fermé dans A×B.
- Si le graphe de Γ est fermé et si B est quasi-compact, alors Γ est hémicontinue supérieurement.

On en déduit :
Théorème — Si B est compact, le graphe de Γ : A → B est fermé si et seulement si Γ est hémicontinue supérieurement et à valeurs fermées.

## Caractérisations séquentielles

Cette correspondance ne vérifie pas le critère séquentiel d'hémicontinuité inférieure.

Les définitions et propriétés ci-dessus sont purement topologiques, mais la plupart des auteurs se limitent au cas des espaces métriques (typiquement : des parties d'espaces euclidiens).
On suppose dans cette section que A et B sont métrisables.
Le graphe est alors fermé si et seulement s'il est séquentiellement fermé, c'est-à-dire si pour toutes suites convergentes an → a dans A et bn → b dans B telles que bn ∈ Γ(an), on a b ∈ Γ(a).
Le même principe fournit une caractérisation de l'hémicontinuité en termes de suites :

Une correspondance Γ : A → B est
1. hémicontinue supérieurement et à valeurs compactes si et seulement si, pour toutes suites an →  a dans A et bn ∈ Γ(an), la suite (bn) possède une valeur d'adhérence dans Γ(a),, ;
2. hémicontinue inférieurement si et seulement si, pour toute suite an →  a dans A et tout b ∈ Γ(a), il existe une sous-suite (ank) de (an) et des bk ∈ Γ(ank) tels que bk →  b.

## Topologies sur l'ensemble des parties
Si B est métrisable, Γ : A → B à valeurs compactes non vides est continue en tant que correspondance si et seulement si elle l'est en tant qu'application à valeurs dans l'ensemble des compacts non vides de B, muni de la distance de Hausdorff.
Il existe aussi des topologies sur l'ensemble des parties de B qui caractérisent l'hémicontinuité supérieure et inférieure.

## Analyse fonctionnelle

### Opérateur d'un espace de Banach  dans son dual topologique
Soit {\displaystyle V} un espace de Banach et {\displaystyle V^{\prime }} son dual topologique. Pour {\displaystyle x\in V} et {\displaystyle x^{\prime }\in V^{\prime }}, on pose : 

Un opérateur (non nécessairement linéaire) {\displaystyle A} de {\displaystyle V} dans {\displaystyle V^{\prime }} est dit hémicontinu si ses restrictions aux segments sont continues dans {\displaystyle V^{\prime }} faible-*, c’est-à-dire si pour tout {\displaystyle (x,y,z)\in V^{3}}, l’application 
 est continue.

### Opérateur d’un espace de Hilbert dans lui-même
En particulier, un opérateur {\displaystyle A} d'un espace de Hilbert {\displaystyle H} dans lui-même (canoniquement identifié à {\displaystyle H'}) est hémicontinu si et seulement si pour tout {\displaystyle (x,y,z)\in H^{3}}, l’application 
 est continue, où 〈·, ·〉 désigne le produit scalaire de {\displaystyle H}.